# 恐竜再生
『恐竜再生』（原題：When Dinosaurs Roamed America）は、2001年7月15日にディスカバリーチャンネルで初放送された、アメリカ合衆国の恐竜ドキュメンタリー番組。1億6000万年以上に亘って生息した北アメリカ大陸の恐竜、動物相や植物相が登場する。
初放送時の視聴者数は約500万人で、2002年には Discovery HD Theater のオープニングラインナップとして何度も再放送された。2001年8月にVHSとDVDがリリースされ、DVDはその後にも再度リリースされた。2011年にはブルーレイ版がリージョン2でリリースされた。

## 登場する生物
2億2000万年前のニューヨーク
- コエロフィシス
- デスマトスクス
- ルティオドン
- イカロサウルス
- トラベルソドン
- 哺乳類
- ワタリバッタ（現生種）

2億年前のペンシルバニア
- シンタルスス（後に名称不明のコエロフィシス類とされる。さらなる旧名はメガプノサウルス）
- アンキサウルス
- ディロフォサウルス

1億5000年万年前のユタ
- ケラトサウルス
- アロサウルス
- アパトサウルス
- ドリオサウルス
- ステゴサウルス
- カマラサウルス
- 翼竜

9000万年前のニューメキシコ
- ドロマエオサウルス（後にススキティラヌスとされる）
- ノトロニクス
- ズニケラトプス
- コエルロサウルス（後にススキティラヌスとされる）

6500万年前のサウスダコタ
- ティラノサウルス
- トリケラトプス
- オルニトミムス
- アナトティタン（後のエドモントサウルス）
- ケツァルコアトルス
- プルガトリウス
- カメ（現生種）
- 鳥類（現生種）
- クモ（現生種）

## 受賞とノミネート
- プライムタイム・エミー賞

2002 - ノンフィクション番組の音楽編集部門（受賞）
2002 - アニメーション番組部門（ノミネート）